# تشارلز أ. بيرنير
تشارلز أ. بيرنير (بالإنجليزية: Charles A. Bernier)‏ هو لاعب كرة قاعدة أمريكي، ولد في 21 يوليو 1890، وتوفي في 20 يونيو 1963 في Cottondale, Alabama ‏ في الولايات المتحدة.